# Carina Schnell

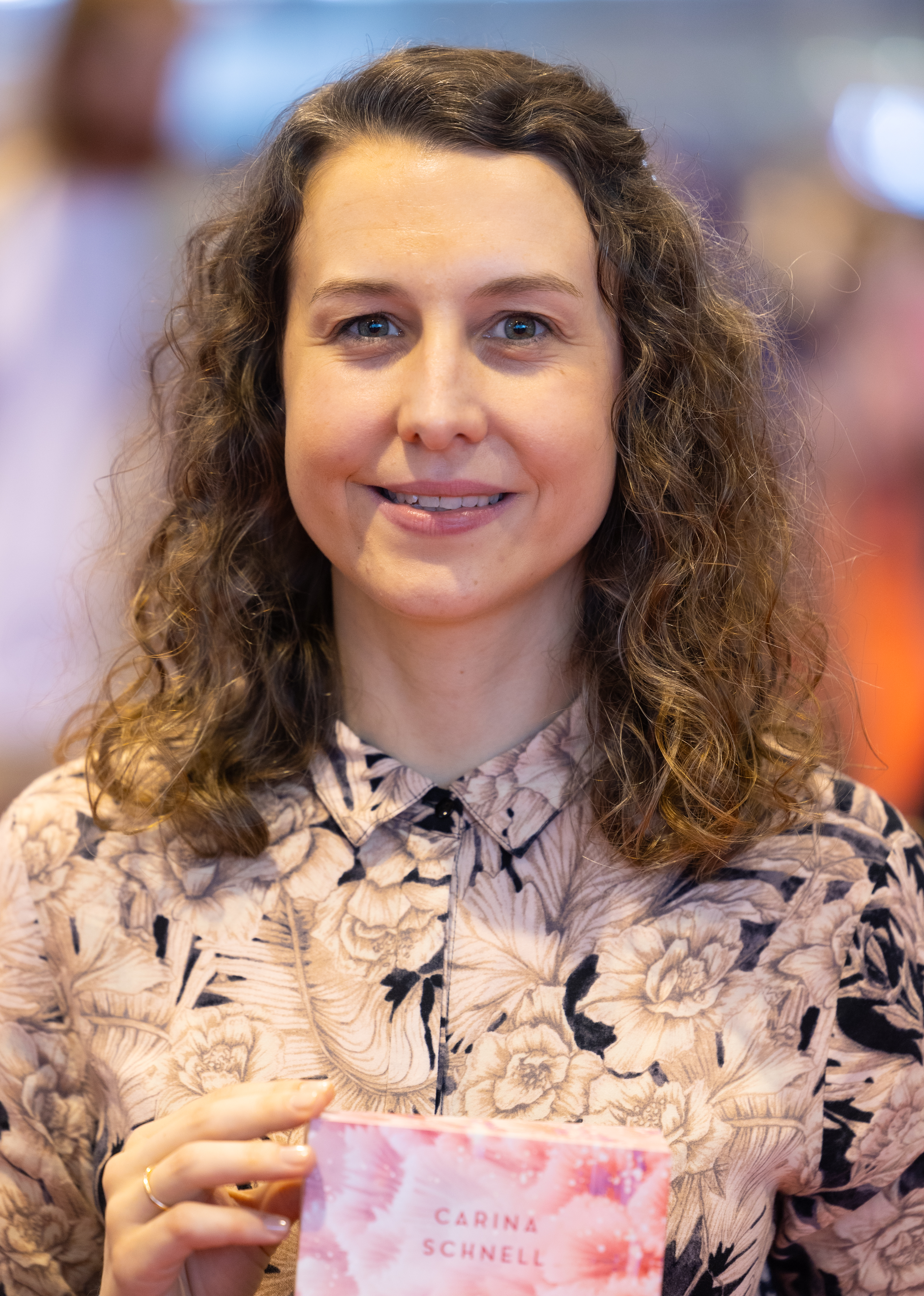
Carina Schnell auf der Frankfurter Buchmesse 2024

Carina Schnell (* 1991 in Kaufungen) ist eine deutsche Fantasy-Autorin und Literaturübersetzerin.

## Leben
Nach dem Abitur an der Herderschule Kassel absolvierte Carina Schnell einen Bachelor in Übersetzungswissenschaften an der Universität Heidelberg und einen Master im juristischen und wirtschaftlichen Fachübersetzen an der Universität Genf. Neben dem Studium war sie zudem als Lehrerin für Deutsch als Fremdsprache tätig. Ab 2016 war sie Fernstudentin der Autorenschule der Textmanufaktur.
Ihr Debüt-Roman Die Kurtisane – Erwachen der Leidenschaft und dessen Fortsetzung Die Magierin – Entscheidung aus Leidenschaft erschienen 2017 im Imprint Forever des Ullstein Verlags. Im Jahr 2018 veröffentlichte sie den Fantasyroman Alba – Zwischen den Welten bei Droemer Knaur. 2019 folgte mit Alba – Im Schatten der Welten der Nachfolger. 2021 erschien ihr Jugendroman Die Flamme im Eis im Drachenmond Verlag. 2024 erhielt sie für ihren Roman A Breath of Winter den Phantastik-Literaturpreis Seraph in der Kategorie Bestes Buch.
Nach etlichen Jahren in der Schweiz lebt Carina Schnell mit ihrem Mann in Kaufungen. Neben ihrer Schriftstellertätigkeit ist sie auch als freie Übersetzerin tätig, unter anderem für Droemer Knaur und den Piper-Verlag. Sie ist Mitglied im Bundesverband junger Autoren und Autorinnen.

## Werke

### Romane
- Die Kurtisane – Erwachen der Leidenschaft. Forever (Imprint Ullstein Verlag), 2017, ISBN 978-3-95818-192-2.
- Die Magierin – Entscheidung aus Leidenschaft. Forever (Imprint Ullstein Verlag), 2017, ISBN 978-3-95818-193-9.
- Alba – Zwischen den Welten. Droemer Knaur, 2019, ISBN 978-3-426-21715-3.
- Alba – Im Schatten der Welten. Droemer Knaur, 2019, ISBN 978-3-426-21723-8.
- Die Flamme im Eis. Drachenmond Verlag, 2021, ISBN 978-3-95991-625-7.
- When the Storm comes. Everlave Verlag 2022, ISBN 978-3-492-06281-7.
- Die Todesbotin. Piper, München 2023, ISBN 978-3-492-70629-2.
- A Breath of Winter. Droemer Knaur, München 2023, ISBN 978-3-426-52875-4.

### Übersetzungen
- Colleen Wright: Zimtgebäck und Winterküsse. Piper Verlag, 2019, ISBN 978-3-492-31453-4.
- Jessica Brody, Joanne Rendell: Die Rebellion von Laterre. Droemer Knaur, 2019, ISBN 978-3-426-52482-4.
- Michael J. Sullivan: Göttertod. Droemer Knaur, 2019, ISBN 978-3-426-52035-2.
- Michael J. Sullivan: Heldenblut. Droemer Knaur, 2020, ISBN 978-3-426-52036-9.